# Walt Disney Diamond Edition
Die Diamond Edition ist eine Reihe der bekanntesten Disney-Filme, die seit Herbst 2009 in regelmäßigen Abständen auf Blu-ray und DVD erscheint. Zuvor waren diese Filme von 2001 bis Frühjahr 2009 in der Platinum Edition erschienen. Voraussichtlich wird sie bis 2015 die meisten bisher erschienenen Titel sowohl auf DVD als auch auf Blu-ray-Disc neu auflegen, wobei, ähnlich wie bei der Platinum Edition, in der Regel pro Jahr zwei veröffentlicht werden. Da alle Veröffentlichungen nach bestimmter Zeit, jährlich im Januar, vom Markt genommen werden, haben sie hohen Sammlerwert und sind oft nur noch für hohe Preise auf dem Gebrauchtmarkt zu erwerben.

## Überblick

### Titel der Platinum-/ Diamond-Edition mit Kino-Erstveröffentlichung
| Erscheinungsjahr | Titel                                | ursprüngliche Platinum-Reihe | spätere Platinum-Reihe | Diamond-Reihe |
| ---------------- | ------------------------------------ | ---------------------------- | ---------------------- | ------------- |
| 1937             | Schneewittchen und die Sieben Zwerge |                              |                        |               |
| 1940             | Pinocchio                            |                              |                        |               |
| 1940             | Fantasia                             |                              | *                      | **            |
| 1942             | Bambi                                |                              |                        |               |
| 1950             | Cinderella                           |                              |                        |               |
| 1953             | Peter Pan                            |                              |                        |               |
| 1955             | Susi und Strolch                     |                              |                        |               |
| 1959             | Dornröschen                          |                              |                        |               |
| 1961             | 101 Dalmatiner                       |                              |                        |               |
| 1967             | Das Dschungelbuch                    |                              |                        |               |
| 1989             | Arielle, die Meerjungfrau            |                              |                        |               |
| 1991             | Die Schöne und das Biest             |                              |                        |               |
| 1992             | Aladdin                              |                              |                        |               |
| 1994             | Der König der Löwen                  |                              |                        |               |
| 1999             | Fantasia 2000                        |                              |                        | **            |

- * Fantasia wurde zwar nachträglich in die Platinum Edition aufgenommen, allerdings wurde die Reihe vor dessen Veröffentlichung durch die Diamond 
Edition ersetzt.
- ** Fantasia und Fantasia 2000 waren beide offiziell Teil der Diamond Edition, wurden jedoch vor ihrer Veröffentlichung innerhalb dieser
 aus der Reihe ausgeschlossen.

### Liste aller Platinum Editions
| Nr. | Film                                 | Erscheinungsdatum | Vom Markt genommen | auf VHS | auf DVD  | auf Blu-ray  |
| --- | ------------------------------------ | ----------------- | ------------------ | ------- | -------- | ------------ |
| 1   | Schneewittchen und die sieben Zwerge | 25. Oktober 2001  | Januar 2002        | ja      | 1-Disc   | nein         |
| 2   | Die Schöne und das Biest             | 24. Oktober 2002  | Januar 2003        | ja      | 1&2-Disc | nein         |
| 3   | Der König der Löwen                  | 23. Oktober 2003  | Januar 2005        | ja      | 2-Disc   | nein         |
| 4   | Aladdin ¹                            | 7. Oktober 2004   | Januar 2006        | ja      | 2-Disc   | nein         |
| 5   | Bambi                                | 3. März 2005      | Januar 2007        | ja      | 2-Disc   | nein         |
| 6   | Cinderella                           | 27. Oktober 2005  | Januar 2008        | nein    | 2-Disc   | nein         |
| 7   | Susi und Strolch                     | 9. März 2006      | Januar 2007        | nein    | 2-Disc   | nein         |
| 8   | Arielle, die Meerjungfrau            | 2. November 2006  | Januar 2009        | nein    | 1-Disc   | nein         |
| 9   | Peter Pan                            | 15. März 2007     | Januar 2009        | nein    | 2-Disc   | nein         |
| 10  | Das Dschungelbuch                    | 4. Oktober 2007   | Januar 2010        | nein    | 2-Disc   | nein         |
| 11  | 101 Dalmatiner                       | 6. März 2008      | Januar 2010        | nein    | 2-Disc   | nein         |
| 12  | Dornröschen                          | 16. Oktober 2008  | Januar 2010        | nein    | 2-Disc   | 2-Disc       |
| 13  | Pinocchio                            | 19. März 2009     | Januar 2011        | nein    | 2-Disc   | 2-Disc + DVD |

¹ wurde aus der Platinum Edition ausgeschlossen und erschien im April 2009
als Teil der limitierten Musical Edition, sowie 2013 erstmals als Blu-ray, allerdings nicht als Teil einer Reihe

### Liste der Diamond Editions
| Nr. | Film                                            | Erscheinungsdatum                 | auf DVD       | auf Blu-ray         | auf Blu-ray 3D          |
| --- | ----------------------------------------------- | --------------------------------- | ------------- | ------------------- | ----------------------- |
| 01  | Schneewittchen und die sieben Zwerge Neuauflage | 8. Oktober 2009 20. November 2014 | 2-Disc 1-Disc | 2-Disc + DVD 1-Disc | nein                    |
| 02  | Die Schöne und das Biest Neuauflage             | 4. November 2010 16. April 2015   | 2-Disc 1-Disc | 2-Disc + DVD 2-Disc | 1-Disc + Blu-ray 3-Disc |
| 03  | Bambi                                           | 10. März 2011 25. Februar 2016    | 1-Disc        | 1-Disc + DVD        | nein                    |
| 04  | Der König der Löwen                             | 10. November 2011                 | 1-Disc        | 1-Disc + DVD        | 1-Disc + Blu-ray        |
| 05  | Susi und Strolch ²                              | 9. Februar 2012                   | 1-Disc        | 1-Disc + DVD        | nein                    |
| 06  | Cinderella                                      | 27. September 2012                | 1-Disc        | 1-Disc              | nein                    |
| 07  | Arielle, die Meerjungfrau                       | 5. September 2013                 | 1-Disc        | 1-Disc              | nein                    |
| 08  | Das Dschungelbuch                               | 26. September 2013                | 1-Disc        | 1-Disc              | nein                    |
| 09  | Dornröschen                                     | 11. September 2014                | 1-Disc        | 1-Disc              | nein                    |

²Susi und Strolch erschien 2012 als Teil der Diamond Edition, wurde aber danach aus der Reihe herausgenommen und erschien 2014 erneut auf Blu-ray

## Geschichte
Ursprünglich war von Disney geplant, jedes Jahr im Oktober einen von zehn Titeln neu aufzulegen. Diese Filme sind durch bestimmte Besonderheiten gekennzeichnet, wie zum Beispiel die Mitarbeit von Walt Disney, neuen Animationsmethoden oder großen Erfolgen im Kino und auf VHS.
2001 wurde Schneewittchen und die sieben Zwerge auf DVD und VHS veröffentlicht. Es folgten Die Schöne und das Biest (2002) und Der König der Löwen (2003). Im Mai 2003 kündigte Disney allerdings an, dass vier weitere Titel zur Platinum Edition hinzugefügt werden (Peter Pan, Dornröschen, Pinocchio, Fantasia) und nun jeweils zwei Veröffentlichungen pro Jahr stattfinden sollen, eine im Oktober, eine im Februar/März.
Gründe dafür sollen hohe Verkaufszahlen der limitierten Editionen gewesen sein. Außerdem sollten Sammler diese Reihe vervollständigen können, bevor der DVD-Nachfolger auf den Markt kommt. Also verkürzte sich so die Zeit, die man benötigte, um alle DVDs zu sammeln von zehn Jahren auf sieben Jahre.
Ursprünglich war auch Aladdin ein Teil dieser Reihe. Seit 2008 breiteten sich jedoch Gerüchte aus, dass Disney Aladdin aus der Platinum Edition entfernt habe, da er in Großbritannien und in Deutschland erneut und außerhalb dieser Reihe veröffentlicht wurde. Diese Gerüchte bestätigten sich, als Disney 2009 eine Presseerklärung zu der Diamond Edition abgab, in der alle Filme der bisherigen Platinum Edition, mit Ausnahme von Aladdin, aufgeführt waren, welcher durch Fantasia 2000 ersetzt wurde. Zuvor hatte die deutsche Disney-Niederlassung auf Nachfrage und auf ihrer Homepage bekannt gegeben, dass Alice im Wunderland die Nachfolge Aladdins antreten würde. Diese Information wurde durch keine andere Disney-Stelle bestätigt und muss daher als Fehlinformation betrachtet werden. Über die Gründe, weshalb es überhaupt zu einem Austausch kam, gab Disney offiziell keine Erklärung ab, es wird jedoch vermutet, dass sich Aladdin in den USA schlecht verkauft habe.
Die Platinum Edition – DVDs bis inklusive Peter Pan wurden in Deutschland als Special Editions veröffentlicht, während sie in den USA von Anfang an unter der Bezeichnung Platinum Edition erschienen sind. Erst seit Das Dschungelbuch werden die Filme auch international so auf dem Cover gekennzeichnet. Außerdem werden dort bei einigen Filmen seit Das Dschungelbuch zusätzlich zu den 2-Disc-Editions jeweils noch ein “Collector’s Set” veröffentlicht, das neben der normalen 2-Disc-Edition noch eine aufwändige Verpackung und ein Buch mit Filmbildern und Hintergrundinformationen beinhaltet. In den USA erschienen zu Der König der Löwen, Aladdin und Cinderella so genannte „Gift Sets“, die neben dem Film ebenfalls ein Buch und weitere Extras, wie Lithographien, enthielten.
Dornröschen wurde am 16. Oktober 2008 als erster Disney-Klassiker auch auf Blu-ray veröffentlicht. Er war außerdem in normaler Edition mit 2 DVDs und in der “Collector’s Edition” mit beigefügtem Buch zu erhalten. Alle Auflagen waren seit Januar 2010 nur noch als Restexemplare im Handel erhältlich. Die erste Auflage von Pinocchio wurde auf DVD und Blu-Ray in einer stark limitierten Holzbox veröffentlicht. Die Holzboxvariante kostete genauso viel, wie die normale Variante und besitzt den gleichen EAN-Code.
Die Diamond Edition startete mit der Neuauflage von Schneewittchen und die Sieben Zwerge auf DVD und Blu-Ray im Oktober 2009. Eine im Frühjahr veröffentlichte Presseerklärung führte die zunächst 13 Titel der neuen Reihe auf. Im November 2010 wurde die Diamond Edition-Reihe durch Die Schöne und das Biest fortgeführt. In diesen Ausgaben erschien der Film noch als Doppel-Blu-ray Disc mit beigefügter DVD. Die Neuauflage von Bambi im März 2011 beinhaltete jedoch nur mehr eine Disc, sowohl in seiner DVD- als auch in seiner Blu-ray-Ausgabe. Der König der Löwen, der im November 2011 folgte, beinhaltete dasselbe Muster wie sein Vorgänger, jedoch erschienen hierzu limitierte Holzboxen in beiden Formaten, die alle drei Teile beinhalteten.
Im Herbst 2011 wurde nach einer Pressemitteilung bekannt, dass 101 Dalmatiner aus der Reihe genommen wurde und im Frühherbst 2012, zeitgleich mit Cinderella, als Special Edition erscheinen wird.  Auch wurde, im Januar 2012, bekannt, dass Aladdin erneut in die Reihe aufgenommen wurde und im Frühjahr 2013 als Diamond Edition erstmals auf Blu-ray veröffentlicht wird. Im Januar 2013 ließ Disney Deutschland über Facebook mitteilen, dass es im Frühjahr 2013 keine Veröffentlichung im Rahmen der „Diamond Collection“ geben wird. Aladdin wird im April 2013 als normale Veröffentlichung auf Blu-ray erscheinen.
Im Sommer 2012 wurde nach einer weiteren Pressemitteilung bekannt, dass Peter Pan im November 2012 als Special Edition auf Blu-ray veröffentlicht werden wird. Peter Pan wurde somit nicht in die „Diamond Collection“ aufgenommen.
Im Januar 2013 wurde nach einer weiteren Pressemitteilung bekannt, dass Das Dschungelbuch am 26. September 2013 im Rahmen der „Diamond Collection“ erstmals auf Blu-ray veröffentlicht werden wird.
Am 11. April 2013 gab Disney Deutschland, nach noch einer weiteren Pressemitteilung, bekannt, dass Arielle die Meerjungfrau am 5. September auf DVD und erstmals auf Blu-ray Disc erscheinen wird. Außerdem gaben sie bekannt, dass auch die originale Synchronfassung von 1989 auf der DVD und Blu-ray Disc erhalten sein wird.

### Restaurierung
Jeder Titel der Platinum Edition, der vor 1991 entstand und bei dem noch nicht das eigens entwickelte CAPS-System (Computer Animation Production System) angewandt wurde, wird vor der Veröffentlichung digital restauriert, um die ursprünglichen Bild- und Tonqualität wiederherzustellen. Bei allen später entstandenen Filmen ist dies nicht nötig, da dort die Rohzeichnungen direkt eingescannt und am Computer digital gesäubert und eingefärbt wurden.
Zur Wiederveröffentlichung der Filme Die Schöne und das Biest und Der König der Löwen wurden u. a. die Farbgebung etwas verändert/optimiert und neue Musikszenen eingefügt. Im Falle von Die Schöne und das Biest handelt es sich um das Lied Mensch wieder sein, welches bei der Produktion des Films ursprünglich entfernt und erst wieder bei dem Musical verwendet wurde. Der Morgenreport aus Der König der Löwen wurde hingegen extra für das Musical produziert.
Auch wurde jedem Film der Reihe 7.1 Sound verliehen, welcher allerdings nur auf den Blu-ray-Ausgaben enthalten ist. Dafür wurden Filme wie Schneewittchen, die im Originalton mono waren, komplett neu abgemischt.

### Extras
Alle DVDs enthalten Extras, wie zum Beispiel Spiele, Galerien, weitere Szenen (als Storyboards), eigens produzierte Musikvideos und Making-ofs. Die Making-ofs sind bei jedem Film von verschiedener Länge und können entweder deutsch untertitelt oder übersprochen, angesehen werden. Auf vielen DVDs sind auch Audio-Kommentare, die man nach Belieben ein- oder ausschalten kann, bei den Blu-rays liegen diese meistens als Bild in Bild-Kommentar vor, bei dem zusätzliches Bildmaterial eingeblendet wird. Seit der Veröffentlichung von Bambi in der Diamond Edition sind die Extras auf den DVD-Ausgaben beschränkt, wohingegen die Blu-ray-Versionen umfangreicheres Zusatzmaterial enthalten.

### Wiederaufführungen
In den USA wurden zu Promotion-Zwecken einige der Filme in der restaurierten Fassung wieder im Kino aufgeführt.
- Schneewittchen und die sieben Zwerge – 9. Oktober 2001
- Die Schöne und das Biest – 1. Januar 2002 (IMAX)
- Der König der Löwen – 27. Dezember 2002 (IMAX)

Kinowiederaufführung auch in Deutschland
- Der König der Löwen – 16. September 2011 3D-Fassung in regulären Kinos
- Schneewittchen und die sieben Zwerge – Februar 2015, auf der Berlinale

Abgesehen von den regulären Kinoveröffentlichungen, läuft außerdem jeder Platinum-Titel vor seiner Wiederveröffentlichung in Disneys eigenem Kino, dem El Capitan Theater.